# Grevillea repens
Grevillea repens är en tvåhjärtbladig växtart som beskrevs av F. Müll.. Grevillea repens ingår i släktet Grevillea och familjen Proteaceae. Inga underarter finns listade i Catalogue of Life.